# Mägi-Kurdla
Mägi-Kurdla – wieś w Estonii, w prowincji Sarema, w gminie Laimjala.